# Neptune City
Neptune City ist eine Kleinstadt im Monmouth County (New Jersey) in den Vereinigten Staaten. Das U.S. Census Bureau ermittelte bei der Volkszählung 2020 eine Einwohnerzahl von 4626.
Neptune City wird als Borough (einer in New Jersey vorkommenden Gemeindeform) regiert. Das Regierungsgremium besteht aus einem Bürgermeister und einem aus sechs Ratsmitgliedern bestehenden Gemeinderat, wobei alle Positionen im Rahmen von Wahlen auf parteiischer Basis gewählt werden.

## Geschichte
Neptune City wurde am 4. Oktober 1881 auf der Grundlage eines Referendums vom 19. März 1881 gegründet. Die Grenzen umfassten das gesamte heutige Neptune City, das heutige Avon-by-the-Sea und den südlichen Teil von Bradley Beach. Am 23. März 1900 wurde durch einen von der Legislative von New Jersey verabschiedeten Gesetzentwurf des Borough Avon-by-the-Sea geschaffen. Am 13. März 1907 wurde der östliche Teil von Neptune City dem Borough Bradley Beach angegliedert. Der Ort wurde nach Neptun, der römischen Wassergottheit, aufgrund seiner Lage am Atlantischen Ozean benannt.

## Demografie
Bei der Volkszählung der Vereinigten Staaten 2010 gab es 4869 Personen und 2133 Haushalte. Die Zusammensetzung von Neptune City war 78,00 Prozent (3798) Weiße, 10,62 Prozent (517) Schwarze oder Afroamerikaner, 0,23 Prozent (11) amerikanische Ureinwohner, 4,46 Prozent (217) Asiaten, 0,02 Prozent (1) Pazifikinsulaner, 3,88 Prozent (189) von anderen Rassen, und 2,79 Prozent (136) gehörten zwei oder mehr Rassen an. Die Hispanics oder Latinos jeder Rasse machten 10,08 Prozent (491) der Bevölkerung aus.

## Söhne und Töchter
- Jack Nicholson (* 1937), Schauspieler
- Garry Tallent (* 1949), Musiker
- Alex Skuby (* 1972), Schauspieler
- Jennifer Tisdale (* 1981), Schauspielerin
- Vinny Curry (* 1988), American-Football-Spieler